# AEG J.I
L'AEG J.I era un aereo da attacco al suolo monomotore, bioposto e biplano sviluppato dall'azienda aeronautica tedesco imperiale Allgemeine Elektrizitäts-Gesellschaft (AEG) negli anni dieci del XX secolo.
Utilizzato dalla Luftstreitkräfte, l'aeronautica militare tedesco imperiale durante la prima guerra mondiale, il J.I era uno sviluppo del precedente AEG C.IV da ricognizione dotato di una consistente blindatura ed una motorizzazione di maggior potenza.
Assieme all'Albatros J.I ed allo Junkers J.I inaugurò i J-Typ richiesti dall'Idflieg e fu il primo dei velivoli del tipo prodotti dall'AEG ed introdotti nel conflitto.

## Storia del progetto
L'esperienza acquisita durante la Battaglia di Verdun, dove la Luftstreitkräfte fu massicciamente impegnata come supporto alle truppe di terra nello scontro con i francesi dal febbraio 1916, l'Idflieg emanò una specifica per una nuova classe di velivolo, uno sviluppo dei velivoli da ricognizione biposto identificata come C-Typ, ma destinata a compiti di cooperazione con le truppe di terra. I nuovi velivoli, che assunsero la designazione di J-Typ, dovendo operare a bassa quota contro obiettivi nemici, erano soggetti al fuoco nemico proveniente da armamenti di piccolo calibro; i velivoli dovevano essere equipaggiati con una pesante corazzatura per prevenire danni agli organi principali, come il gruppo motoelica, ed ai membri dell'equipaggio. Inoltre era disposto fossero caratterizzati dalla velatura biplana per consentire un'adeguata manovrabilità in condizioni operative.

### Sviluppo
La AEG decise di sfruttare la cellula del precedente C.IV adattandola alle nuove esigenze e con lo scopo di realizzare un modello di transizione prima di una versione definitiva. Vennero aggiunte delle corazzature nella sezione anteriore della fusoliera, in corrispondenza di motore ed equipaggio, ed adottando un motore Benz Bz.IV da 200 PS (147 kW) in luogo del Mercedes D.III da 160 PS (118 kW) del precedente modello.
Particolare la disposizione dell'armamento adottato, basato su una coppia di mitragliatrici LMG 08/15 calibro 7,92 mm, una che sparava fronte volo e l'altra inclinata di 45° verso il basso per riuscire a colpire le trincee e la fanteria nemiche in un passaggio radente, integrate dalla consueta Parabellum MG 14 calibro 7,92 brandeggiabile posteriore.
Il prototipo venne portato in volo nel corso del 1917 e data la priorità assegnata dall'Idflieg immediatamente avviato alla produzione in serie.

## Versioni
J.I
prima versione di serie.
J.Ia
versione dotata di alettoni anche nell'ala inferiore.

## Utilizzatori
Germania
- Luftstreitkräfte